# Valença do Douro
Valença do Douro ist eine Gemeinde (Freguesia) im portugiesischen Kreis Tabuaço. In ihr leben 254 Einwohner (Stand 19. April 2021).